# アルカディウシュ・レツァ
アルカディウシュ・レツァ（Arkadiusz Reca, 1995年6月17日-）は、ポーランドのサッカー選手。ポジションはMF、DF。スペツィア・カルチョ所属。

## 経歴

### クラブ
ホイニチャンカ・ホイニツェの下部組織で育ち、2012年に17歳でトップチーム昇格を果たした。その後、3部リーグのコラル・デンブニツァやフロタ・シフィノウイシチェで経験を積み、2015年にエクストラクラサのヴィスワ・プウォツクに移籍した。プウォツクでは3シーズンを過ごし、2017-18シーズンにはリーグ戦33試合に出場し3得点をあげた。
2018年6月9日、セリエAのアタランタBCに4年契約で完全移籍した。同年8月16日のUEFAヨーロッパリーグ・ハポエル・ハイファFC戦でデビューした。
2019年8月28日、S.P.A.L.に期限付き移籍で加入する。
2020年9月25日、FCクロトーネへのローン移籍が決定。

### 代表
U-20ポーランド代表とU-21ポーランド代表に招集された経歴を持ち、2016年にはU-21代表として3試合に出場した。
ポーランド代表としては2018年9月6日に行われたUEFAネーションズリーグのイタリア代表戦でデビューをした。

## プレースタイル
187センチメートルという体躯の持ち主であり4バックの際には左サイドバック、3バックの際には左ウイングバックを務め、攻撃と守備の両面において献身的な働きを見せる。中央に位置する味方に対して正確なクロスを供給し、時には強烈なシュートを放つこともある。

## 代表歴

### 出場大会
- ポーランド代表
  - 2018年 - UEFAネーションズリーグ2018-19

### 試合数
国際Aマッチ 4試合 0得点（2018年- ）
| ポーランド代表 | 国際Aマッチ | 国際Aマッチ |
| 年             | 出場        | 得点        |
| -------------- | ----------- | ----------- |
| 2018           | 3           | 0           |
| 2019           | 1           | 0           |
| 通算           | 4           | 0           |